# 雅昆達

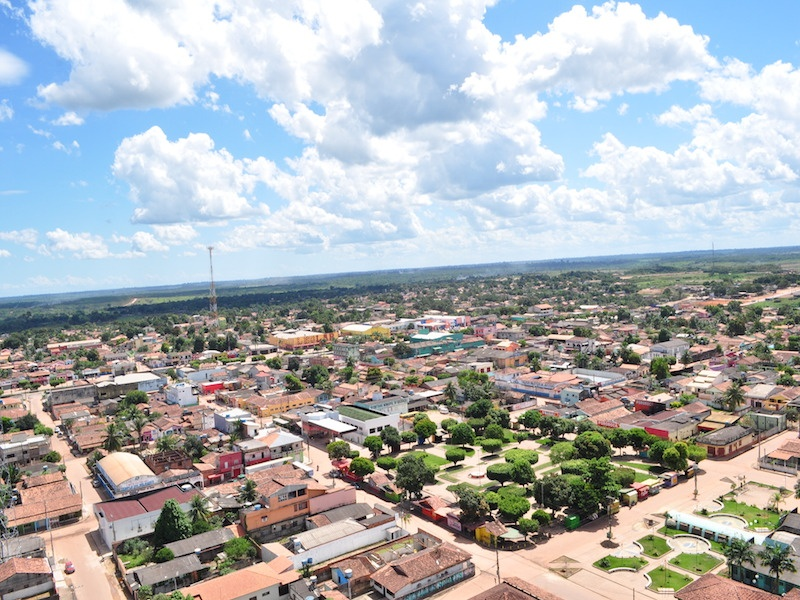
雅昆達

雅昆達（葡萄牙語：Jacundá），是巴西的城鎮，位於該國北部，由帕拉州負責管轄，始建於1915年，面積2,008平方公里，海拔高度108米，2012年人口55,204，人口密度每平方公里27.49人。